# Пролетариат (партия)
«Пролетариат» — общее название для трёх польских партий, действовавших на территории Российской империи в конце XIX — начале XX века.

## История
Великий Пролетариат (пол. Wielki Proletariat), по собственному названию Интернациональная социально-революционная партия «Пролетариат» (пол. Międzynarodowa Socjalno-Rewolucyjna Partia «Proletariat»), основан в 1882 году путём объединения ряда варшавских социалистических кружков под руководством Людвига Варынского и  Александра Дембского.
На съезде в Вильне (1883) к «Пролетариату» присоединились и другие польские социалистические кружки Варшавы, Вильны, Москвы, Петербурга, Киева, Одессы и был избран Центральный Комитет в составе Варынского, Куницкого, Рехневского и других. Кроме них активное участие в деятельности организации принимали Эдмунд Плосский, Мария Богушевич. В марте 1884 года Великий Пролетариат заключает союз с «Народной волей», признав высшей формой борьбы с самодержавием экономический и политический террор. В июне 1884 г. последовали массовые аресты, а в декабре 1885 года в течение целого месяца происходил суд над этой партией — суд военный, по-военному расправившийся с пионерами социалистического движения в Польше. 6 человек было приговорено к смертной казни, 21 — к каторге, 2 — на поселение. Двум приговоренным царь заменил смертную казнь 20-летней каторгой. 4 человека было казнено 28 января 1886 года.
Малый Пролетариат (пол. Mały (Drugi) Proletariat), по собственному названию Социально-революционная партия «Пролетариат» (пол. Socjalno-Rewolucyjna Partia «Proletariat»), основан в 1888 году путём объединения оставшихся организаций Первого Пролетариата (под руководством Марцина Каспшака) и студенческой группы пропагандистов (под руководством Людвига Кульчицкого).
Второй Пролетариат также признавал террор как одно из средств борьбы с самодержавием. Представители Малого Пролетариата участвовали в учредительном конгрессе II Интернационала (Париж, 1889 год). В 1891 году оформилась фракция, выступавшая против тактики террора. В 1893 году Второй Пролетариат вошёл в состав Социал-демократии Королевства Польского.
ППС—Пролетариат (пол. Polska Partia Socjalistyczna «Proletariat»), основан в 1900 году во время раскола в Польской социалистической партии её львовской фракцией (под руководством Людвика Кульчицкого). В результате репрессий царского правительства Третий Пролетариат прекратил свою деятельность в 1909 году.